# Aristaios von Samos
Aristaios von Samos (bl. um 350 v. Chr. bis 300 v. Chr.), auch Aristaios der Ältere,  war ein griechischer Mathematiker des 4. Jahrhunderts vor Christus. Er war ein älterer Zeitgenosse von Euklid und von diesem wegen seiner Arbeiten zu Kegelschnitten in drei Dimensionen sehr geschätzt. Diese wurden von Apollonios von Perge weiterentwickelt. Von ihm stammen Fünf Bücher über dreidimensionale Örter.

## Leben
Über ihn ist kaum etwas bekannt und seine Schriften sind nicht erhalten. Iamblichos von Chalkis nannte ihn fälschlicherweise einen Schwiegersohn von Pythagoras. Euklid erwähnt ihn nach Pappos in einem verlorenen Werk über Konstruktionen in drei Dimensionen.
Pappos kannte sein Werk (in fünf Kapiteln oder Büchern) über Kegelschnitte, insbesondere dreidimensionale Konstruktionen (Loci (Örter) bezüglich drei oder vier Geraden). Obwohl der Titel seines Buches unsicher ist, handelt es sich nach Heiberg nur um ein Werk. Die Hinweise bei Euklid und Apollonios lassen vermuten, dass Aristaios nicht die vollständige Lösung der Konstruktion in Bezug auf drei oder vier Geraden kannte (im Gegensatz zu Apollonios). Euklid und Apollonios, dessen Werk über Kegelschnitte das von Euklid vollständig veralten ließ, waren mehr an einer synthetischen Darstellung der Lehre der Kegelschnitte interessiert.
Aristaios behandelt Leitlinien (Direktrix) von Kegelschnitten, Brennpunkte und andere Eigenschaften und die Dreiteilung des Winkels mit der Hyperbel.
Als die Werke von Pappos und Apollonios in der Renaissance wiederentdeckt wurden, bemühte man sich auch um die Rekonstruktion des Werkes von Aristaios im 17. Jahrhundert (Vinzenco Viviani 1645, Gilles Personne de Roberval) und später (Hieronymus Zeuthen). Sein Werk bildet eine Basis in der analytischen Geometrie der Kegelschnitte von René Descartes, wobei dieser zum allgemeinen Fall der Konstruktion bezüglich beliebig vieler Geraden übergeht.
Hypsikles erwähnt in seinem Euklid-Kommentar einen Aristaios im Zusammenhang mit regulären Körpern (Buch 13 der Elemente von Euklid), doch handelt es sich möglicherweise um einen jüngeren Aristaios (das wäre ein Aristaios der Jüngere). Eva Sachs (Die fünf platonischen Körper, Berlin 1917) spricht sich gegen Aristaios den Älteren als Autor aus, Thomas Heath dafür.
Sein etwas älterer Vorgänger in der Behandlung von Kegelschnitten war Menaichmos.